# Poussan

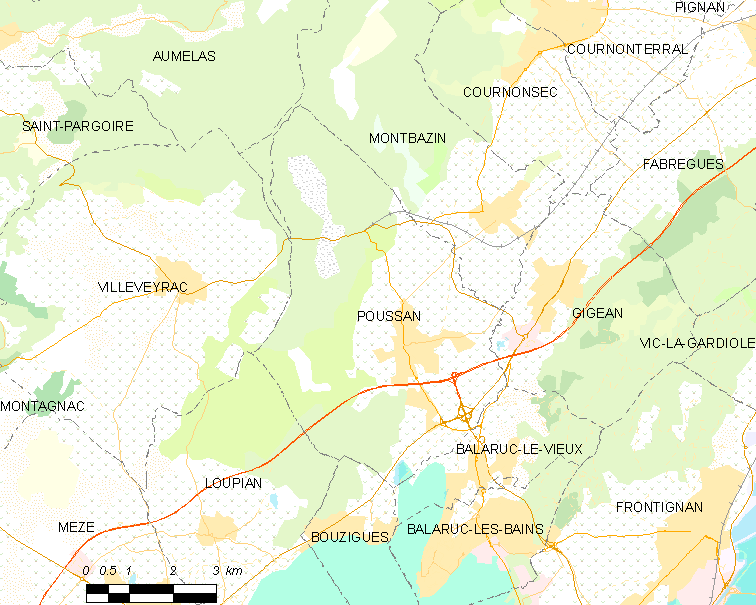
Mapa

 Poussan  es una población y comuna francesa, situada en la región de Occitania, departamento de Hérault, en el distrito de Montpellier y cantón de Mèze.

## Demografía
| 1625 | 1894 | 2103 | 2728 | 3505 | 4044 | 6089 |
| Para los censos de 1962 a 1999 la población legal corresponde a la población sin duplicidades (Fuente: INSEE [Consultar]) |      |      |      |      |      |      |